# Шубин, Вениамин Ильич
Вениамин Ильич Шубин — советский хозяйственный, государственный и политический деятель.

## Биография
Родился в 1926 году в деревне Юргино. Член КПСС.
Образование высшее (окончил Архангельский государственный медицинский институт)
Участник Великой Отечественной войны в составе 181-го сп 291-й сд 1-го Украинского Фронта.
С 1955 года — на хозяйственной, общественной и политической работе.
- В 1955—1959 гг. — главный врач и хирург Яренской центральной районной больницы.[1]
- В 1959—1963 гг. — инструктор Архангельского обкома КПСС.[1]
- В 1963—1986 гг. — заведующий Архангельским областным отделом здравоохранения.[1]
- В 1986—1995 гг. — председатель Архангельского областного Совета ветеранов войны и труда.[1]

Избирался народным депутатом СССР. Делегат XIX партконференции.
Умер в Архангельске в 2006 году.